# Eucalyptus balladoniensis
Eucalyptus balladoniensis är en myrtenväxtart som beskrevs av Murray Ian Hill Brooker. Eucalyptus balladoniensis ingår i släktet Eucalyptus och familjen myrtenväxter. Inga underarter finns listade i Catalogue of Life.